# Grand-Zattry
Grand-Zattry este o comună din departamentul Nawa, regiunea Bas-Sassandra, Coasta de Fildeș.